# Quitaque
Quitaque és una població dels Estats Units a l'estat de Texas. Segons el cens del 2000 tenia 432 habitants.

## Demografia
Segons el cens del 2000, Quitaque tenia 432 habitants, 182 habitatges, i 117 famílies. La densitat de població era de 231,7 habitants/km².
Dels 182 habitatges en un 28% hi vivien nens de menys de 18 anys, en un 49,5% hi vivien parelles casades, en un 11,5% dones solteres, i en un 35,2% no eren unitats familiars. En el 33% dels habitatges hi vivien persones soles el 17,6% de les quals corresponia a persones de 65 anys o més que vivien soles. El nombre mitjà de persones vivint en cada habitatge era de 2,37 i el nombre mitjà de persones que vivien en cada família era de 3,04.
Per edats la població es repartia de la següent manera: un 27,5% tenia menys de 18 anys, un 5,6% entre 18 i 24, un 20,1% entre 25 i 44, un 27,8% de 45 a 60 i un 19% 65 anys o més.
L'edat mediana era de 42 anys. Per cada 100 dones de 18 o més anys hi havia 84,1 homes.
La renda mediana per habitatge era de 27.143 $ i la renda mediana per família de 33.750 $. Els homes tenien una renda mediana de 28.750 $ mentre que les dones 18.125 $. La renda per capita de la població era de 13.619 $. Aproximadament el 14,1% de les famílies i el 18,5% de la població estaven per davall del llindar de pobresa.

## Poblacions més properes
El següent diagrama mostra les poblacions més properes.